# Aquidabã (ort)
Aquidabã är en ort i Brasilien.   Den ligger i kommunen Aquidabã och delstaten Sergipe, i den östra delen av landet, 1 300 km nordost om huvudstaden Brasília. Aquidabã ligger 219 meter över havet och antalet invånare är 10 596.
Terrängen runt Aquidabã är huvudsakligen platt. Aquidabã ligger uppe på en höjd. Runt Aquidabã är det ganska tätbefolkat, med 65 invånare per kvadratkilometer.. Det finns inga andra samhällen i närheten.
Omgivningarna runt Aquidabã är huvudsakligen savann.